# Tulpa
Tulpa es un concepto procedente del misticismo budista; un ser u objeto creado mediante poderes mentales o espirituales.[cita requerida]
El término "tulpa" fue adaptado en el siglo XX por teosofistas de la sprul-pa tibetana (tibetano: “construir”: སྤྲུལ་པ, wylie: sprul-pa; sánscrito: निर्मित nirmita निर्माण nirmāṇa. ) también con el significado “emanación” o “manifestación”.
Hoy en día “tulpa" suele ser usado como forma del pensamiento  o thoughtform en occidente. 
Algunos practicantes modernos de la tradición ocultista occidental utilizan el término para referirse a la creencia de un tipo de amigo imaginario con voluntad, pensamiento y opinión propia, que implica cierta autonomía. Se diferencian del concepto de egregor en que estos últimos serían una manifestación de una forma de pensamiento, voluntad o mente colectiva, y no individual como se describe para el caso de los tulpas.

## Descripción
En el presente, en la cultura occidental se le llama tulpa a una forma de pensamiento, mental con autonomía y voluntad propia.
Ésta puede tomar la forma de un animal, objeto, ser humano o fantástico, etc.
Se cree que los tulpas se crean a través de una fuerte creencia y visualización. Si existiera, el tulpa iría aumentando su presencia a medida que pasara el tiempo, recibiese atención y se trabajase en él.
Existe la creencia en la cultura popular de que una vez que los tulpas empezaran a existir por cuenta propia, sin que quienes los crearon  lo controlan respecto en cuándo aparecen y cuándo desaparecen; supuestamente 
conformarían un alma residual y dejarían de ser solo una proyección espiritual o ente imaginario, y ya no serían tan fáciles de controlar o de eliminar, al presentar una conciencia propia.

## Orígenes en el budismo

### Aclaración
Pese a presumirse un concepto budista por distintos divulgadores del misticismo en Occidente, este concepto es considerado elaborado por la teosofía a partir de conceptos diferentes en el budismo. Autores estudiosos del budismo que entrelazaron el concepto budista de emanación (tulku) con un concepto teosófico parecido pero no igual, lo nombraron "tulpa" que supuestamente significaría "fantasma que emana" de ahí que se entrelazara tulpa y tulku sin embargo en tibetano la palabra tulpa ni siquiera existe, sería más bien llamado como "strul-pa" un ser maligno que cuando posee a un ser vivo se manifiesta creado por un brujo. Cabe recalcar que en el budismo podría haber sucesos similares a lo que actualmente se considera como definición de "tulpa"; sin embargo como se indica no son lo mismo, por ejemplo el milagro de shravasti donde el buddha histórico multiplicó su forma para demostrar la fidelidad de su dharma (pratkipa), cabe aclarar que en el budismo se considera al Buddha shakyamuni como un ser capaz de lograr este tipo de milagros debido a su estado de iluminado, las habilidades (iddhi) que Buddha mostró a lo largo de su vida son resultado de un estado de absorción meditativa lograda a través de la práctica extensiva de las 4 dhyanas.

### Budismo tibetano
Los cuerpos de emanación/emanados (nirmanakaya, sprulsku, sprul-pa, etc) están conectados con la doctrina budista trikaya (de los tres cuerpos de Buda). Éstos son usualmente cuerpos emanados de seres celestiales, aunque los “seres no realizados” como los humanos pueden tener sus propios cuerpos emanados o incluso ser cuerpos emanados.
Por ejemplo, algunos de sus seguidores consideran al decimocuarto dalái lama como la emanación-reencarnación o tulku de Avalokiteśvara o Chenrezig, el bodhisattva de la compasión.
El decimocuarto dalái lama mencionó en una declaración pública que su sucesor podría aparecer mediante emanación mientras él siga vivo.

## Evolución
Durante el s. XX los teosofistas adaptaron los conceptos de “cuerpo emanado” (nirmita, tulku, sprul-pa, etc) a los de “tulpa” o “forma de pensamiento” (thoughtform).
Se cree que el término “forma de pensamiento” se empezó a utilizar en 1927 en la traducción de Evans-Wentz del Libro tibetano de los muertos. John Myrdhin Reynolds, en una nota a su traductor al inglés de la historia de vida de Garab Dorje, define “tulpa” como “una emanación o manifestación”.

### Alexandra David-Néel
La espiritualista Alexandra David-Néel (1868 – 1969) afirmó haber observado dichas prácticas en el Tíbet durante el siglo XX.
Describió los tulpas como “formaciones mágicas generadas por una concentración poderosa de pensamiento”.: 331   David-Néel creía que los tulpas podían desarrollar sus propias mentes y pensamientos: “Una vez un tulpa es dotado la suficiente energía para ser capaz de funcionar como un ser real, tiende a liberarse a sí mismo del control de su creador. Esto, según los ocultistas tibetanos, acontece de manera casi mecánica, así como un niño deja el útero de su madre cuando su cuerpo está completo y puede vivir por sí mismo.”: 283 
Ella afirmó haber creado un tulpa como el descrito, con la forma o imagen del alegre Fraile Tuck y asimismo similar a un monje. Más tarde, éste tulpa desarrolló su propia vida y tuvo que ser destruido.
David-Néel planteó la posibilidad de que su experiencia hubiese sido meramente ilusoria: “Pude haber creado mi propia alucinación”, aunque otros pudiesen ver lo que había creado, aunque este hecho nunca fue completamente confirmado.: 176 

### Formas de pensamiento

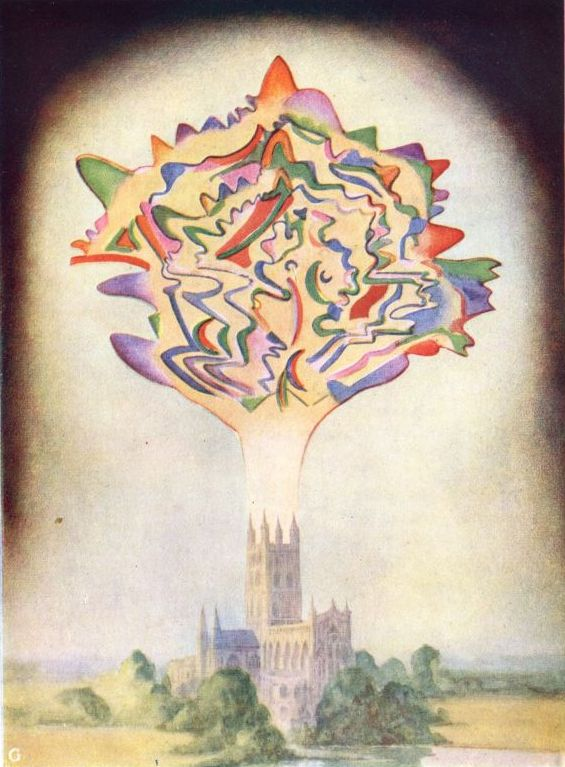
Forma del pensamiento de la Música de Gounod, según Annie Besant y C.W. Leadbeater en Formas de Pensamiento (1901).

Una forma de pensamiento o thoughtform es un concepto equivalente a tulpa dentro de la tradición ocultista occidental. El conocimiento occidental acerca de este concepto se cree que tiene como origen una interpretación del concepto tibetano. La forma del pensamiento en este caso, está relacionada con la filosofía y práctica de la magia occidental.
El ocultista William Walker Atkinson en su libro El Aura Humana describe las formas del pensamiento como simples objetos etéreos que emanan del aura que rodea a las personas, generándose a partir de sus pensamientos y sentimientos. Walker Atkinson desarrollaría su definición de las formas del pensamiento en su siguiente libro, Clarividencia y Poderes Ocultos.
El libro explica cómo los practicantes de lo oculto experimentados pueden producir formas del pensamiento a partir de su aura, que sirven como proyecciones astrales que pueden, aunque no tienen por qué, parecerse a la persona que las proyecta, o como ilusiones que sólo pueden ser vistas por aquellos con “sentidos astrales despiertos”.
La teosofísta Annie Besant escribió un libro titulado Formas del Pensamiento, describiéndolas en detalle. El libro divide en tres clases a las formas de pensamiento:
- Formas con el mismo tipo de la persona que las crea.
- Formas que recuerdan objetos o personas y pueden llegar a “poseer un alma” de “espíritus naturales” o de los muertos
- Formas que representan “cualidades inherentes” de los planos astrales o mentales, como las emociones.

En la actualidad “forma de pensamiento” (thoughtform) sigue en uso, refiriéndose a entes que habitan en la mente de un individuo (tulpas, soulbonds, amigos imaginarios, etc) independientemente de su grado de autonomía.

### Tulpas en la sociedad moderna
El concepto de “tulpa” se popularizó y secularizó en occidente mediante ficción, ganando popularidad en televisión a finales de los años 90 y los inicios de los 2000s.
A partir de 2009, aparecieron diversas comunidades dedicadas a los tulpas en 4chan y Reddit. Éstas comunidades se refieren a sí mismos como tulpamantes (quienes crean a los tulpas) y ofrecen guías y soporte a otros tulpas y tulpamantes. En un principio, las comunidades ganaron popularidad cuando fans adultos de My Little Pony crearon foros de tulpas con la forma de personajes de la serie de televisión de My Little Pony. Los fans crearon amigos imaginarios con voluntad propia independiente mediante meditación y sueños lúcidos.
Encuestas realizadas por Veissière exploraron los datos demográficos, sociales y perfiles psicológicos de ésta comunidad.
Los individuos llamados a sí mismos “tulpamantes”, tratan a los tulpas como “personas reales o cercanas a reales”. Los tulpamantes pertenecen a una “demografía principalmente urbana, de clase media, de adolescentes y adultos jóvenes euroamericanos” quienes “citan soledad y ansiedad social como incentivo para comenzar con ésta práctica”.
El 93,7% de los participantes en las encuestas expresaron que su experiencia con los tulpas había “mejorado su condición”, así como conducido a nuevas e inusuales experiencias sensoriales.
Algunos practicantes afirman tener relaciones sexuales o románticas con sus tulpas, aunque algunos consideran dichos temas como tabú.
Una encuesta afirma que el 8,5% de los tulpamantes apoyan una explicación metafísica de los tulpas, mientras que el 76,5% apoyan una explicación neurológica o psicológica, y un 14% apoyan otras explicaciones diversas.
En la actualidad, parte de la comunidad está algo unida a la comunidad de soulbonds y otras comunidades plurales en plataformas como Reddit o en una amplia red de servidores de Discord, donde se concentra la mayor parte de la comunidad y tulpas y tulpamantes interactúan por igual.

## Ejemplos culturales y artísticos
- En el manga y anime JoJo's Bizarre Adventure, hay ciertos individuos que tienen la capacidad de manifestar un Stand que es la manifestación del espíritu luchador de un individuo. Normalmente aparecen detrás del usuario y son invisibles para aquellos que no poseen uno. Por norma general, solo aquellos con una gran determinación y fuerza espiritual pueden desarrollar un Stand.
- En el cuento corto "Las ruinas circulares" de Jorge Luis Borges, un iniciado a partir de sueños lúcidos y mucha disciplina y ayuno, logra crear en su mente todo un grupo de discípulos a los que transmite sus conocimientos místicos,  sin embargo solo un elegido es tomado del resto para ser materializado. Al final el cuento se torna más filosófico y reflexiona sobre la naturaleza misma de la realidad y la existencia como un sueño dentro de otro sueño.
- En la novela digital "El tobillo de Aquiles" el protagonista enfermo y recluido en un hospital cuenta varias historias imaginarias cuyos personajes se materializan en tulpas que lo sacan del encierro.
- En la película Las lágrimas de Kali (Tears of Kali, Andreas Marshall, Alemania 2004), en el primero de sus tres capítulos, una de las sobrevivientes del fatídico grupo ocultista de Taylor-Eriksson está recluida en una clínica psiquiátrica y puede materializar un tulpa bajo situaciones de fuerte estrés.
- En el anime Chaos;Head, Takumi Nishijo es un tulpa creado por el mismo
- En el episodio Arcadia (6X13) de la serie The X-Files, el presidente de la asociación de propietarios de una exclusiva comunidad utiliza un tulpa para hacer cumplir las reglas de la vecindad. Aquellos que violan las normas en varias ocasiones reciben un espantoso castigo.
- Asimismo, en el nuevo episodio de la nueva temporada de X Files, "Home Again" (10x04), se encuentra otro Tulpa creado por un artista callejero que asesina a cualquiera que esté involucrado en la reubicación de pordioseros de la zona.
- The Tulpa es un cortometraje canadiense producido por Resonating Films y dirigido por Elizabeth Becker en 2005.
- Hatuk el tulpa es un personaje de cómic creado por Georges Bess y que aparece en la serie de Pema Ling (Norma Editorial).
- Algunos autores e investigadores de lo paranormal creen hallar una explicación para los ovnis, los círculos en los cultivos, las casas encantadas como la de Amityville y hasta para críptidos como el Yeti o monstruo del lago Ness en el fenómeno tulpa.
- En la novela El círculo oscuro de Douglas Preston y Lincoln Child, el antagonista utiliza una tulpa para sus asesinatos.
- En el capítulo "Hell House" de la serie Supernatural (serie de televisión) aparece un Tulpa creado a partir de la creencia popular mediante un símbolo tibetano.
- En la película El Fin del Mundo ("The Day the World Ended" - Película para TV/Video, 2001), el niño protagonista de la película, cuyo nombre es Ben Miller, crea un monstruo con su mente, con la apariencia de un extraterrestre parecido al que él observaba en una película de terror antigua (en blanco y negro). Lo creó sin mucho esfuerzo, o sin querer, aparentemente. El monstruo comienza a matar por venganza, a las personas que mataron a la madre del niño, o que tuvieron que ver con su muerte. A la madre la acusaban de ser bruja. En una escena ella decía al niño que su padre vendría del espacio (o de las estrellas, o algo similar). Al parecer, muy en su interior, el niño recordaba quienes habían asesinado a su madre, y casi al final de la película lo recuerda todo claramente. Al final el monstruo (tulpa) desaparece.
- En la serie So Weird en el episodio 10 de la primera temporada Tulpa, un niño que creó un tulpa pierde el control de este, al final del episodio recupera el control.
- En Alan Wake's el tulpa es un personaje inventado por éste para su novela llamado "el heraldo de la oscuridad" según es su contraparte maligna creado por la presencia oscura que está tratando de quitarle todo lo que Alan ama.
- El cortometraje "De mi Mente" de Anti Ants Producciones, juega con la posibilidad del ataque de un tulpa creado por las obsesiones del protagonista o que haya sido una alucinación por su estado vulnerable.
- En la serie de televisión Mr. Robot, el personaje principal, Elliot, crea un tulpa con la apariencia de su padre para llenar un vacío de su vida , el cual realiza acciones que en realidad fueron hechas por el mismo Elliot.
- En la caricatura "Mansión Foster para Amigos Imaginarios" los niños de ese mundo son capaces de crear amigos imaginarios con conciencia propia y cuerpo físico, cuando el niño crece estos ya no deben acompañarle (como sucede en la vida real), pero ya que estos son reales, son enviados a la Mansión Foster, donde son cuidados hasta que un niño quiera adoptarlos.
- En la serie Twin Peaks, en la tercera temporada, aparecen varios Tulpas (masculinos y femeninos) aunque asociados no tanto a un pensamiento fuerte como a una perla dorada.
- En la obra La Musa de las Sombras y Draw Masters de Rubén Daza Blanco (Kibara Animation), las criaturas conocidas como "Musas" hacen alusión a las Tulpas en cuanto a su creación en los libros "Shadebooks".
- En la película The Empty Man de David Prior, se habla de una manera difusa sobre tulpas, en forma de ser humano que hace de "antena" y emite su conocimiento, heredado y transmitido desde antiguo de generación en generación, para que otras personas reciban esa "señal". Incluso se puede invocar esa presencia silbando a través de una botella después de haber atravesado un puente.
- En el manga y anime, "Tsugumomo", existen 2 tipos de seres, llamados tsukumogami: los "tsugumomo", objetos que desarrollan una consciencia luego de años, se asemejan a las personas y actúan como ellas, pero requieren de un portador para existir. Y los "amasogi", seres nacidos del deseo y anhelo de las personas, no requieren de tiempo para desarrollar una forma humana física, sin embargo, carecen de consciencia y desaparecen en cuanto complacen el deseo que los creó en primer lugar, o si son destruidos.